# 蘆野芳晴
蘆野芳晴（日语：芦野 芳晴，1965年3月1日—），日本男性動畫師、動畫導演。出身於山形縣東根市。

## 人物簡介
高中畢業之後在樂器行上班。1986年，他進入下判承包動畫公司馬克工作室，以動畫師的身份參加電視動畫《相聚一刻》、《機動戰士鋼彈ZZ》的製作起家。
從馬克工作室離職之後，持續以動畫師和演出家的身份加入過渡邊Promotion→MADHOUSE→日本華特迪士尼公司→STUDIO 4℃等公司的參加下判承包製作的工作，至2015年成為自由身。
2009年由蘆野執導、STUDIO 4℃製作的電影動畫《幽冥特工》在俄羅斯莫斯科電影節的會場上映之後，獲頒特別獎「Kommersant獎」。

## 主要參加作品

### 電視動畫
1980年代
- 機動戰士鋼彈ZZ（1986年－1987年，動畫）[注 1]
- 機甲戰記威龍（1987年－1988年，原畫、動畫、作畫監督補佐）
- 魔神壇鬥士（1988年－1989年，原畫）
- YAWARA！（1989年－1992年，原畫）

1990年代
- DNA²（1994年，原畫）
- 小紅豆（1995年－1998年，人物設定[注 2]、作畫監督、分鏡、演出、ED2分鏡&演出&作畫）
- 玩偶遊戲（1996年－1998年，原畫）
- 炸彈人 彈珠人爆外傳（1998年，作畫監督、過場動畫、ED2分鏡&演出&作監）
- 庫洛魔法使（1998年，原畫）

2000年代
- 魔法少女隊（2004年，導演）
- 機動新撰組 萌之劍TV（2005年，OP原畫）
- 鬥牌傳說赤木 ～降臨黑暗的天才～（2005年－2006年，分鏡）
- 東京暴族2（日语：TOKYO TRIBE2）（2006年，OP作畫）
- 大江戶火箭（2007年，分鏡）
- 獵魔戰記（2007年，分鏡）
- 星際寶貝：神奇大冒險（2008年，分鏡）
- 第一神拳 New Challenger（2009年，原畫）

2010年代
- 花丸幼稚園（2010年，第2話ED分鏡&演出）
- 魔法少女小圓（2011年，分鏡、原畫）
- Thunder Cats (2011年電視系列)（2011年－，導演）
- 花牌情緣（2011年，分鏡）
- 偽物語（2012年，分鏡）
- 花牌情緣2（2013年，分鏡）
- 旋風管家！Cuties （2013年，分鏡）
- 現視研 二代目（2013年，分鏡、ED分鏡&演出）
- 武士弗拉明戈（2013年，分鏡）
- 鋼彈創戰者（2013年，分鏡）
- 鑽石王牌（2014年，ED分鏡&演出&原畫）
- CROSSANGE 天使與龍的輪舞（2014年，導演、分鏡、演出、原畫）
- 巴哈姆特之怒 GENESIS（2014年，分鏡）
- GANGSTA.（2015年，分鏡）
- 機動戰士 鐵血的孤兒（2015年，分鏡）
- Concrete Revolutio ～超人幻想～ THE LAST SONG（2016年，分鏡）
- D.Gray-man HALLOW（2016年，導演）
- 新撰組鎮魂歌（日语：ちるらん にぶんの壱）（2017年，分鏡、演出、原畫）
- ROBOMASTERS THE ANIMATED SERIES（2017年，OP分鏡）
- 刻刻（2018年，分鏡）

### OVA
- 銀河英雄傳說 第1期（1989年，原畫）
- 羅德斯島戰記（1990年，動畫檢察）
- 機神兵團（日语：機神兵団）（1993年，原畫）
- 幽幻怪社（1994年，原畫）
- 魔法少女隊 THE ADVENTURE（2007年，導演）
- SUPERNATURAL：THE ANIMATION（2011年，分鏡）
- Green Lantern：Emerald Knights（2011年，作畫監督、演出、原畫）
- 改造新人類（2011年，分鏡）
- Justice League：The Flashpoint Paradox（2013年，製作導演、分鏡、原畫）

### 電影動畫
- 福星小子3：情侶樂天派（日语：うる星やつら3 リメンバー・マイ・ラブ）（1991年，原畫）
- 星星的軌道（日语：お星さまのレール）（1993年，原畫）
- 安妮的日記（1995年，原畫）
- 庫洛魔法使：被封印的卡片（2000年，作畫監督協力）
- 阿萊蒂公主（日语：アリーテ姫）（2001年，原畫）
- 茄子 安達魯西亞之夏（2003年，原畫）
- MIND GAME（日语：マインド・ゲーム）（2004年，原畫）
- 幽冥特工（2009年，導演）
- 劇場版『烙印勇士 黃金時代篇III 降臨』（2013年，演出）

### 網路動畫
- （2004年，導演）
- 聖鬥士星矢：黃道十二宮戰士（2019年，導演）

## 腳註

## 相關項目
- MADHOUSE
- STUDIO 4℃
- 日本動畫師列表